# 1580-ті

## Події
- До Європи завезено тютюн та картоплю.
- Англійський королівський флот розгромив Непереможну Армаду.

## Монархи
- Королева Англії Єлизавета I.
- До 1584 року московським царем був Іван Грозний. Йому спадкував Федір I Іванович, за якого фактичним правителем був Борис Годунов.
- Імператор Священної Римської імперії — Рудольф II
- До 1586 року король Польщі — Стефан Баторій, надалі королем був обраний Сигізмунд III Ваза.
- Король Іспанії Філіп II.
- До 1589 року король Франції Генріх III, надалі королем став Генріх IV, якому втім довелося воювати за престол з Католицькою лігою.